# La Cerca (periódico)
La Cerca es un periódico digital multimedia de información general de la comunidad autónoma de Castilla-La Mancha (España) con sede en la ciudad de Albacete.

Inició su andadura en 1998 y se convirtió en el primer diario digital de Castilla-La Mancha. En 2012 era, según el ranking Alexa, el tercer sitio web de la comunidad autónoma y en 2016 ocupó el puesto 2606 en España. Pertenece al Grupo Multimedia de Comunicación La Cerca formado por la revista La Cerca, el diario digital y la televisión digital por Internet La Cerca.TV. El diario figura en el Directorio de recursos de interés académico y profesional publicado por el Consejo Superior de Investigaciones Científicas.

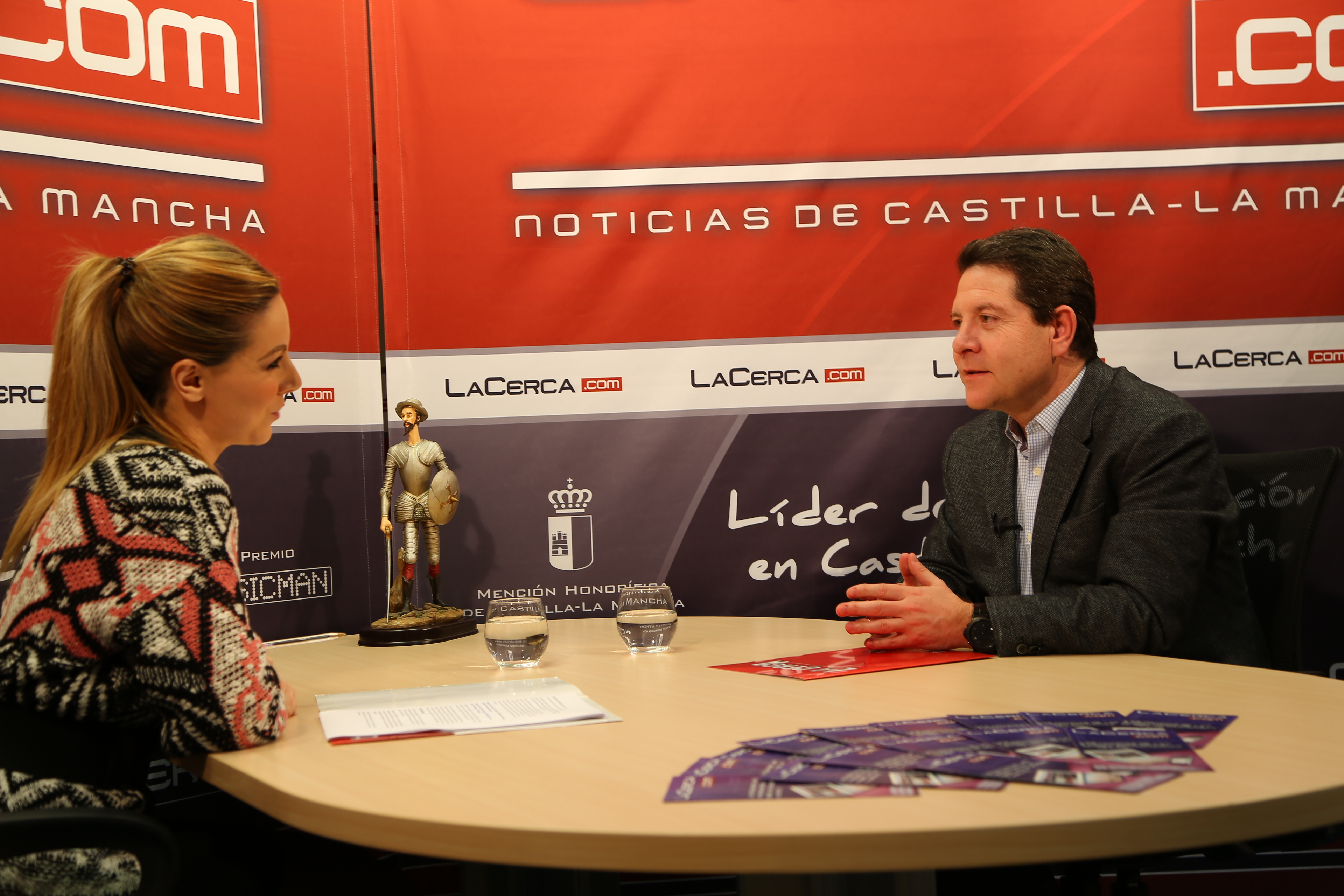
Entrevista en La Cerca al presidente de Castilla-La Mancha, Emiliano García Page.

Su hemeroteca, nacida en 2003, es una base de datos digital mediática formada por más de  200 000 noticias y 8000 vídeos.
En 2007 recibió la Mención Honorífica de la Junta de Comunidades de Castilla-La Mancha a la labor voluntaria, siendo el primer medio de comunicación que obtiene el galardón. En 2015 obtuvo el premio al mejor medio de comunicación en los Premios Solidarios ONCE Castilla-La Mancha.
La Cerca organiza varios eventos a lo largo del año como los Premios Taurinos Samueles, los Premios Solidarios o el Fórum Castilla-La Mancha Siglo XXI.[cita requerida]